# Lachlathetes gigas
Lachlathetes gigas là một loài côn trùng trong họ Myrmeleontidae thuộc bộ Neuroptera. Loài này được Dalman miêu tả năm 1823.